# 2019冠狀病毒病疫情對宗教的影響
在2019-20冠狀病毒大流行以各種方式，包括各種信仰關閉宗教場所、取消已經影響了宗教主日學，以及取消朝聖、周圍的慶祝活動、和節日。在大流行中，許多教堂，猶太教堂，清真寺和寺廟都通過網路直播提供了禮拜。
宗教組織的救濟翼已向災區派出了消毒用品，電動空氣淨化呼吸器，面罩，手套，冠狀病毒核酸檢測試劑，呼吸機，病人監護儀，注射泵，輸液泵和食物。其他教堂也為了大众提供免费的2019冠状病毒病检测。 許多宗教的信徒聚集在一起祈禱，為了結束COVID-19大流行，為了受其影響的人們，以及為了醫師和科學家抗擊這種疾病的智慧而祈禱。

## 宗教信仰

### 基督教

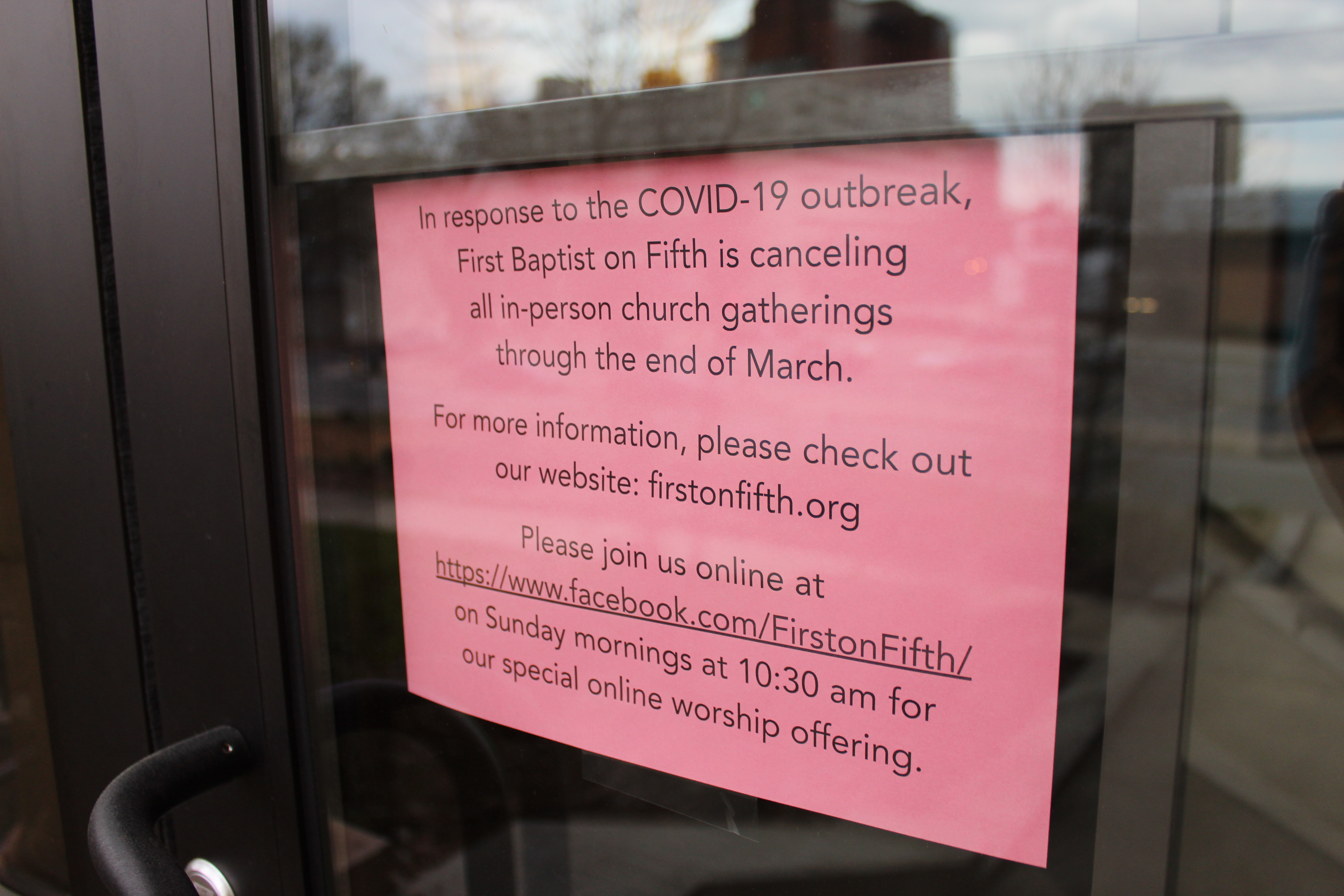
一個在浸信會基督教教堂的標誌，說明由於大流行而暫時關閉。

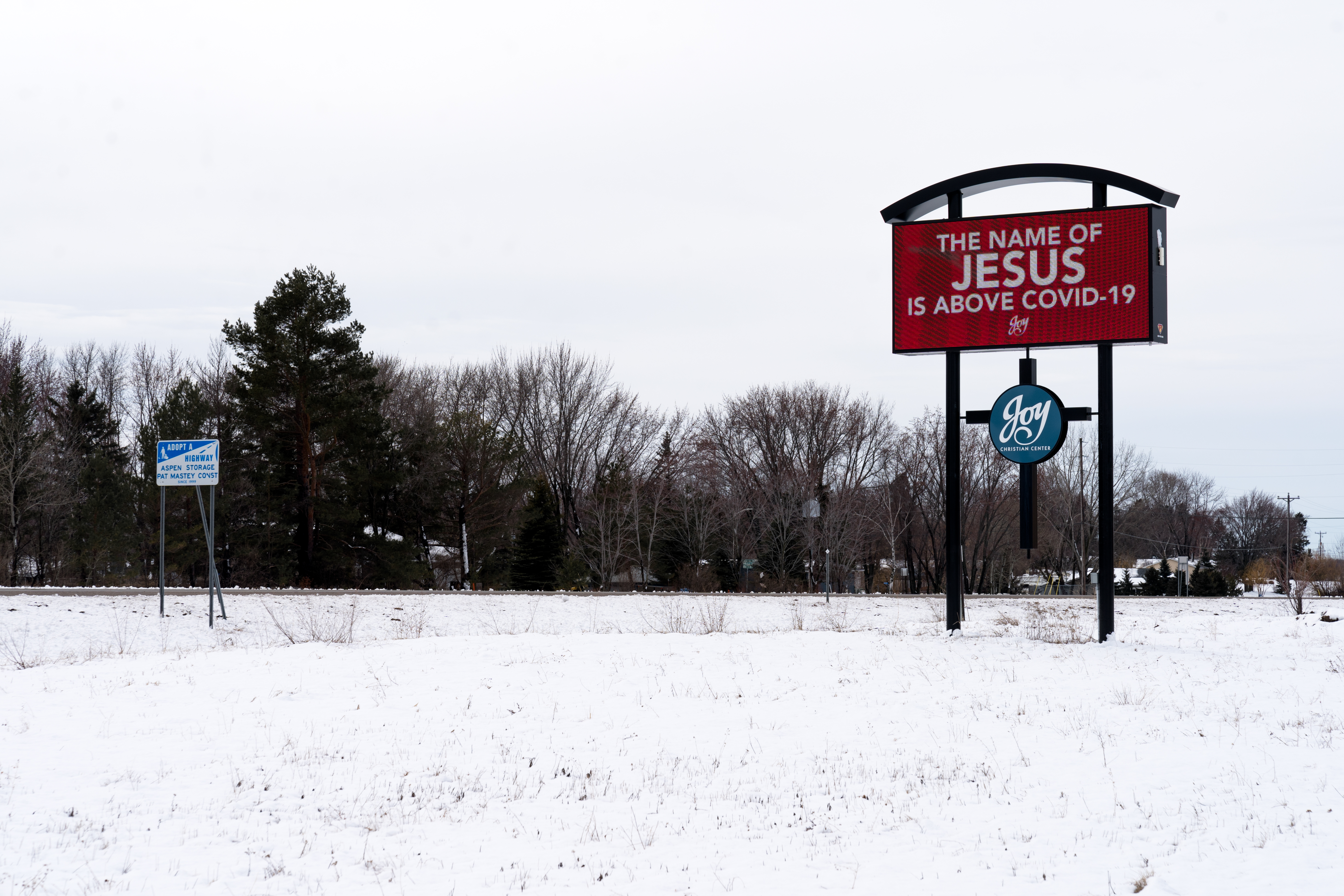
“耶穌的名高於COVID-19”，在明尼蘇達州圣克劳德的喬伊基督教中心的一個標誌。

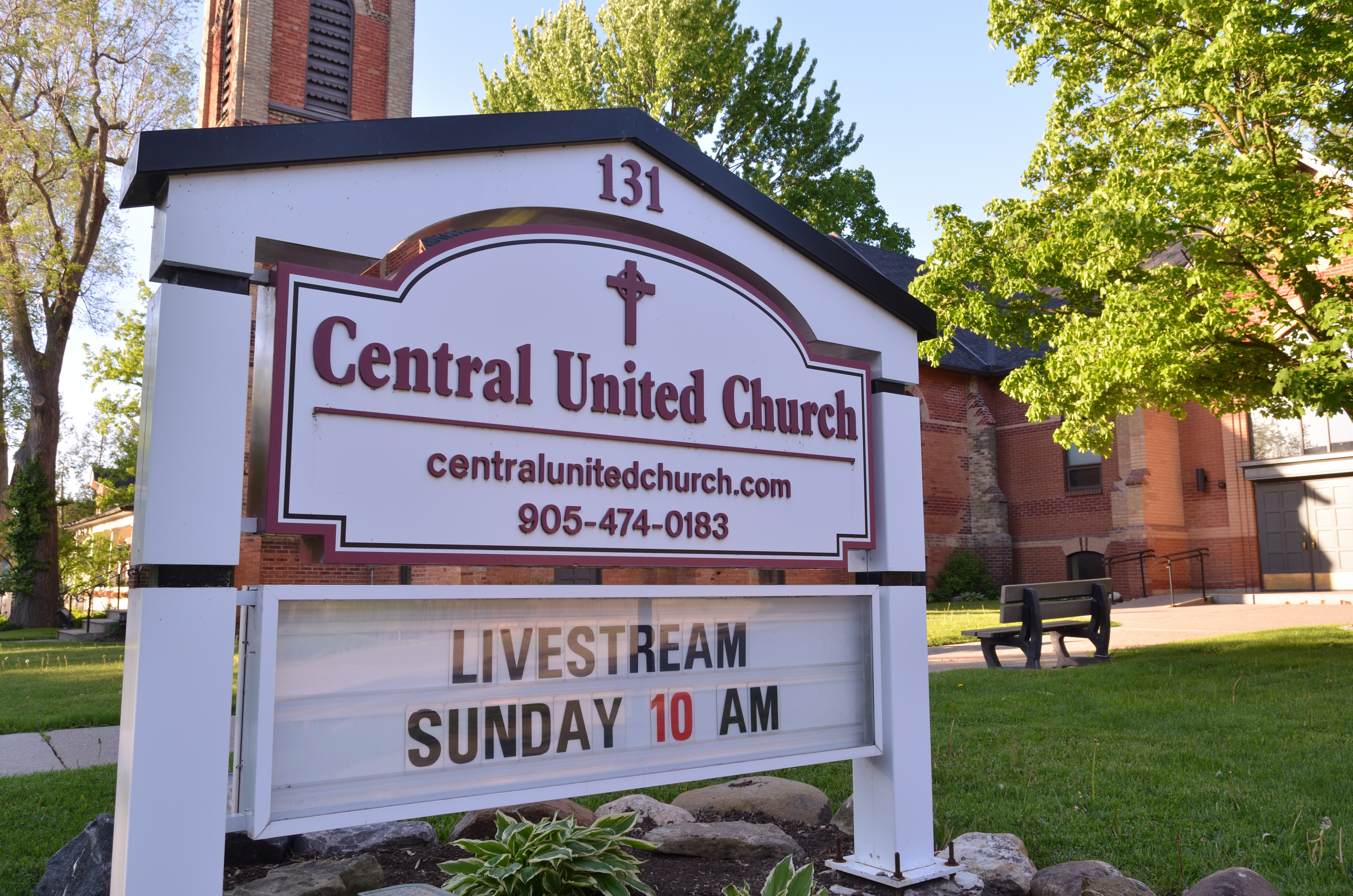
由於社交隔離，週日崇拜在網上直播。

#### 反應與影響
弗蘭克·紐波特（Frank Newport）的蓋洛普（Gallup）報告稱：“（宗教方面）最引人注目的結果是宗教服務從面對面崇拜向網路線上崇拜的轉變極為迅速。”儘管近一百年來，教堂已經使用各種交流方法來吸引聽眾，例如廣播，電視和網路在線媒體，但蓋洛普說，停止當面崇拜是“在美國歷史上的宗教信仰在習俗中最嚴重的突然中斷之一。”。 皮尤研究中心（Pew Research）於2020年3月發表的一份報告稱，由於大流行，他們的宗教習慣發生了變化。超過半數的受訪者表示，他們“為製止冠狀病毒的傳播而祈禱”，“減少了親自参加的機會”，並“在網路線上或在電視上觀看了而不是親自参加宗教服務。”。 《時代雜誌》報告說，在COVID-19疫情中，驅車教堂服務的出席率很高。關於這場危機是否對個人的長期宗教生活產生影響，有19％的美國人說他們的信仰得到了加強，只有3％的美國人說這種情況惡化了。
在美國企業協會（American Enterprise Institute）在2020年5月下旬至6月上旬進行的一項調查中，60％的美國人表示他們擔心自己或家中某人可能會感染COVID-19。 但是，人口統計學上的回應有所不同。 69％的黑人新教徒和42％的白人福音派人士擔心感染。 在衡量恢復正常經濟活動的公共健康風險時，大多數黑人新教徒（84％）和西班牙裔天主教徒（70％）表示將優先考慮公共衛生，而大多數白人福音派（65％）和 白人主線新教徒和白人天主教徒（52％）優先考慮經濟。
在英國，包括聖公會，天主教，衛理公會，浸信會，歸正會和長老會在內的基督教派別發布了關於根據大流行而調整敬拜的指導準則。
2020年7月，在大流行之前，North Point Community Church教會各部通常在每個星期日在其喬治亞州亞特蘭大地區的七個地點接待30,000名教堂教徒，表示將一年的其餘部分僅提供數字服務（only offer services digitally ）。 教堂的創始人說，鑑於教堂的規模，接觸者追踪（Contact tracing）以暴露冠狀病毒是不可能的。
2020年3月17日，圣帕特里克节（一個慶祝基督教到達愛爾蘭的盛宴）的慶祝活動受到了COVID-19大流行的影響，儘管一些教堂仍在舉行禮拜，一些遊行仍在進行。

#### 食品和醫療援助和社會正義的工作
普世教會協會秘書長奧拉夫·菲克斯·特維特（Olav Fykse Tveit）宣布：“這種情況需要我們的團結和責任，正念，關懷和智慧……以及我們的信念，希望和愛的跡象。”。 在COVID-19大流行中，一些教堂繼續經營其食物銀行(Food Bank)，為有需要的家庭提供裝有肉和衛生紙捲的袋子。屬於美国圣公会的美國华盛顿国家座堂向華盛頓特區的醫院捐贈了超過5,000個N95口罩，這种口罩在COVID-19大流行期間是短缺的。 其他教堂，如基督教的大型教堂高地教堂(Church of the Highlands)，在其停車場提供了免費的COVID-19測試。 一些牧師，例如貝尼托·羅德里格斯·雷格羅神父（Father Benito Rodríguez Regueiro），已選擇为了COVID-19患者繼續隨時待命24/7(to remain on call 24/7)。
包括國際明愛和耶穌會難民服務在內的200多個教會和公民社會組織呼籲希臘政府恢復難民的庇護途徑，特別是被"困"在希臘諸島并“過著恐怖的生活”的42,000的難民。

#### 社交隔離
許多主教區和天主教教區都建議年長的基督徒留在家裡，而不是通常是必需的在星期日參加彌撒。 許多基督教派別的教堂都通過廣播，在線直播或電視提供了教堂服務，而另一些教堂則在其教堂停車場提供了驅車教堂服務（drive-in services），一些包含如何使用汽車功能的指南来響應教会服務。 一些基督徒正在使用包含祈禱和每日靈修的在線應用程序來保持自己的信仰。

### 伊斯蘭教

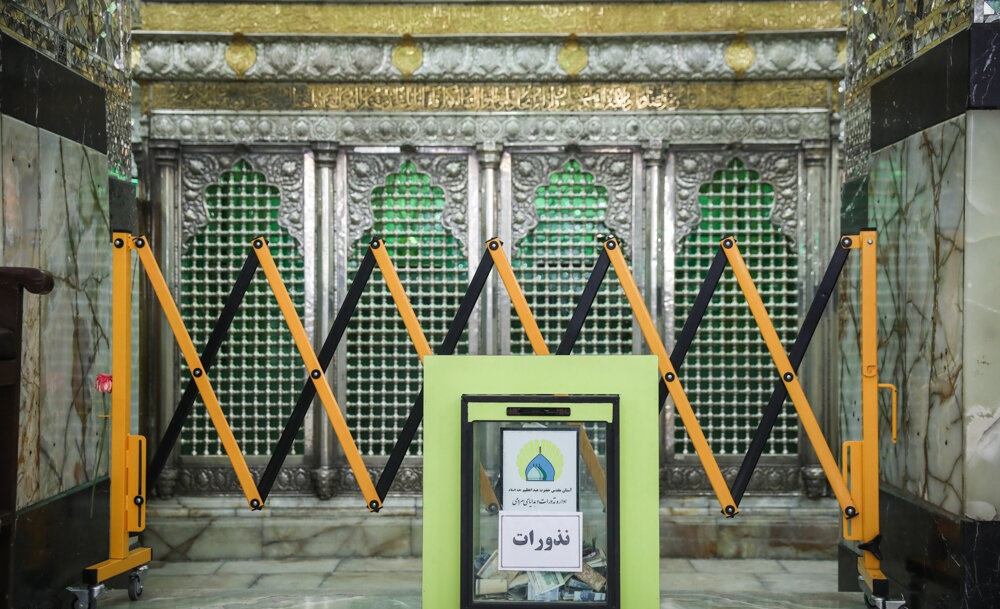
伊朗雷伊市關閉的阿卜杜勒·阿齐姆沙阿圣陵.

有人擔心，在齋戒月和開齋節周圍的旅行和聚會期間，這種病毒可能難以控制。 隨著世界各地清真寺的關閉，一些國家取消了齋月期間泰拉威祈禱的會眾聚會。 來自沙特阿拉伯的高級學者委員會敦促穆斯林世界為齋月做準備，同時遵守有關敬拜行為的預防和預防健康措施，其中包括避免聚會，例如開齋飯和封齋飯。
沙特阿拉伯於3月5日關閉了面向Umrah遊客的麥加大清真寺，並禁止觸摸克爾白(Kaaba)，此後於3月7日部分重新開放。 3月5日，沙特政府對麥加大清真寺和麥地那先知寺採取了進一步措施，其中包括為了消毒目的而暫時關閉大清真寺。 3月20日，兩個清真寺都向公眾關閉，並且關閉在整個齋月期間繼續進行。從2020年7月28日開始的朝聖者只有約1,000名朝聖者，比上一年的250萬朝聖者有急劇的減少。 朝聖者僅限於已經在沙特阿拉伯本國20至50歲之間的人接受在線篩選程序的批准。 他們必須同意在朝聖之前和之後遵循嚴格的協議，包括隔離。
北美伊斯蘭學會，加拿大穆斯林醫學協會，和加拿大伊瑪目理事會建議，教友們應在星期五主麻日暫停的祈禱和聚會。 英國的清真寺已暫停集會，包括傳統的星期五祈禱，因為政府文件顯示，英國可能需要在秋季之前實施社交隔離。 德國伊斯蘭理事會說：“由於失去了每日祈禱和星期五祈禱，因此很大一部分捐贈被取消，沒有找到合適的替代品。” 。
在東南亞，馬來西亞官員於3月20日報告說，該國1,030例COVID-19病例中，有624例與2月下旬在Tablighi Jamaat傳教運動在吉隆坡郊外一座清真寺舉行的聚會有關。 馬來西亞，新加坡和文萊的清真寺已經被關閉。 印度尼西亞Ulema委員會發布了一項伊斯蘭教令，穆斯林應在家裡祈禱，並避免到被該疾病嚴重波及的清真寺。 清真寺在巴基斯坦仍被允許開放。

### 猶太教

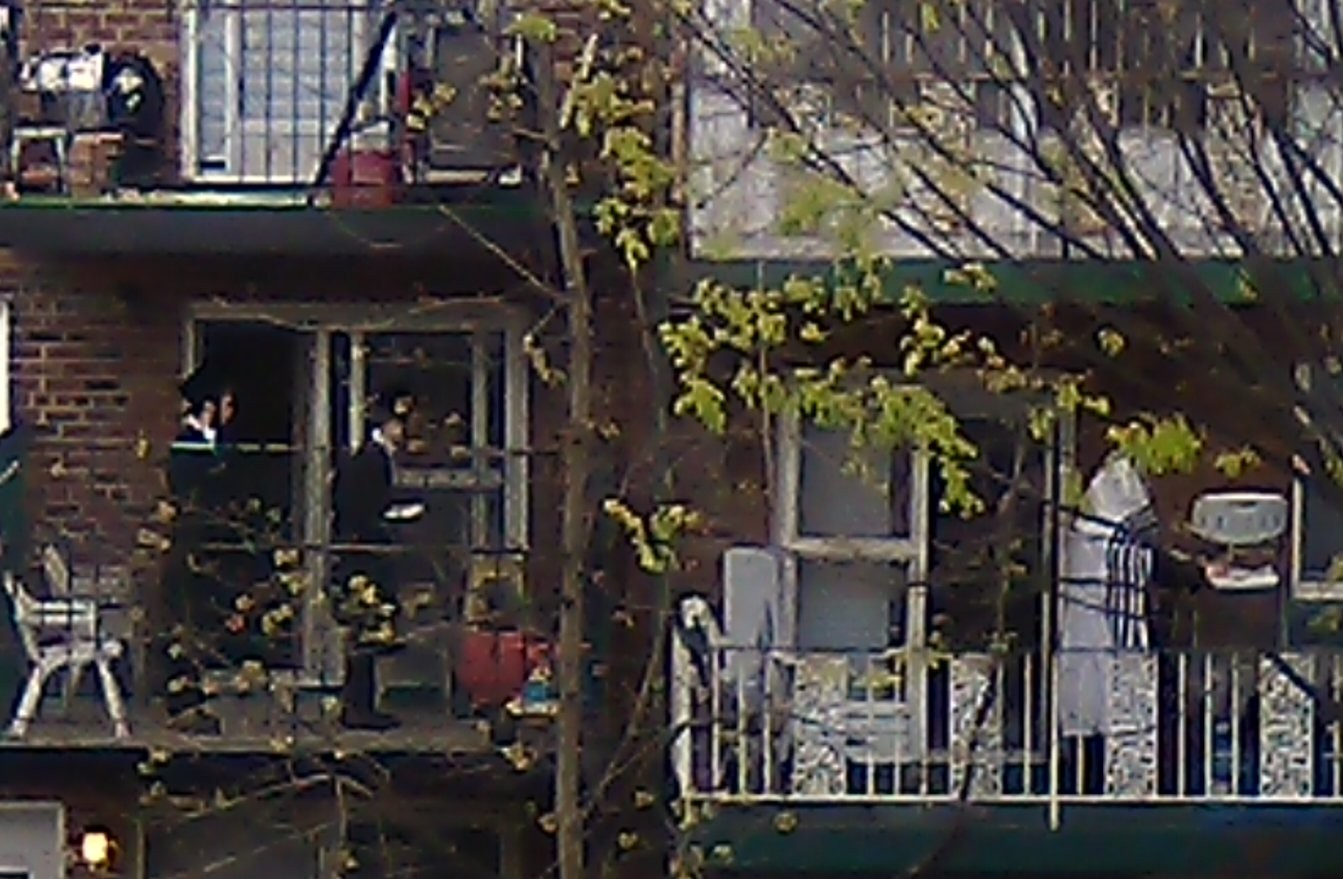
由於猶太教堂的關閉，猶太教正統派猶太人在自家門廊上祈禱。 2020年4月在布魯克林區自治市公園。

2月15日，成千的猶太人聚集在西牆，他們祈禱結束冠狀病毒大流行，這場活動是由在采法特的Shmuel Eliyahu大拉比領導的。 到3月12日，應警察的要求，以色列首席拉比大衛·劉和Yitzhak Yosef指示猶太人避免前往聖地，直到3月12日，很少有人繼續在聖地祈禱。 但是，即使政府於3月30日禁止與minyan（10人或以上的公開祈禱法定人數）集體祈禱，政府也提供了特殊的豁免，以便每天可以在西牆繼續祈禱3次。
由於COVID-19大流行，許多與猶太普珥節和逾越節慶祝活動有關的聚會被取消。
美國猶太教理事會代表猶太教正統派發表講話，指出“應嚴格限制猶太教堂和學校的公開集會”。 Rabbinical Assembly代表保守的猶太教說，“保護人類的生命超过了猶太人的幾乎所有其他價值”，並建議婚禮延期。

### 佛教
新加坡和世界各地的佛教徒進行了適應，幾乎是第一次虚拟紀念衛塞節。 衛塞節早晨，幾家佛教寺廟和中心開始了在線的慶祝活動 - 主持清晨法會，引導冥想和演講。 法會是一種反思性的儀式，旨在加深人們對佛陀及其教義的欣賞，並使自己的思想平靜。
泰國的僧伽最高委員會已下令在其國內和海外的所有寺廟在卫塞节暫停所有宗教儀式，以防止COVID-19的傳播。 但是，將在寺廟的Facebook頁面上現場直播在巴翁僧王寺舉行的宗教儀式。 這項服務將從晚上7點開始，僧侶們用點燃的蠟燭在寺廟裡繞行，然後是方丈的讲道和祈禱，直到第二天早晨。
韓國佛教文化事業團已暫停允許遊客在一百三十七座寺廟中體驗寺院生活的計劃。

### 印度教
通常與遊行有關的Panguni Uthiram節因COVID-19大流行而取消。 尼泊爾政府一次只准許尼泊爾加德滿都帕舒帕蒂纳特庙的25名朝聖者。
3月9日，儘管印度州政府發出“高度戒備”，數千名信徒參加了供奉一個印度教女神的一個節日的Attukal pongala節。
在政府開始實施封鎖之前，印度侯丽节已经被謹慎地慶祝。

### 錫克教
錫克教聯盟建議取消在Gurdwara的服務。 此外，許多錫克教的錫克教廟宇已暫停向来到Gurdwara遊客提供免費食品，並決定網路線上直播诵读經文。 錫克教的Gurdwara中央委員會建議錫克教徒年長的人呆在家裡，儘管它允許原定的婚禮進行。 與春季的維薩基（Vaisakhi）假期有關的納加爾基爾坦（Nagar Kirtans）也已被暫停或推遲。

## 法律問題

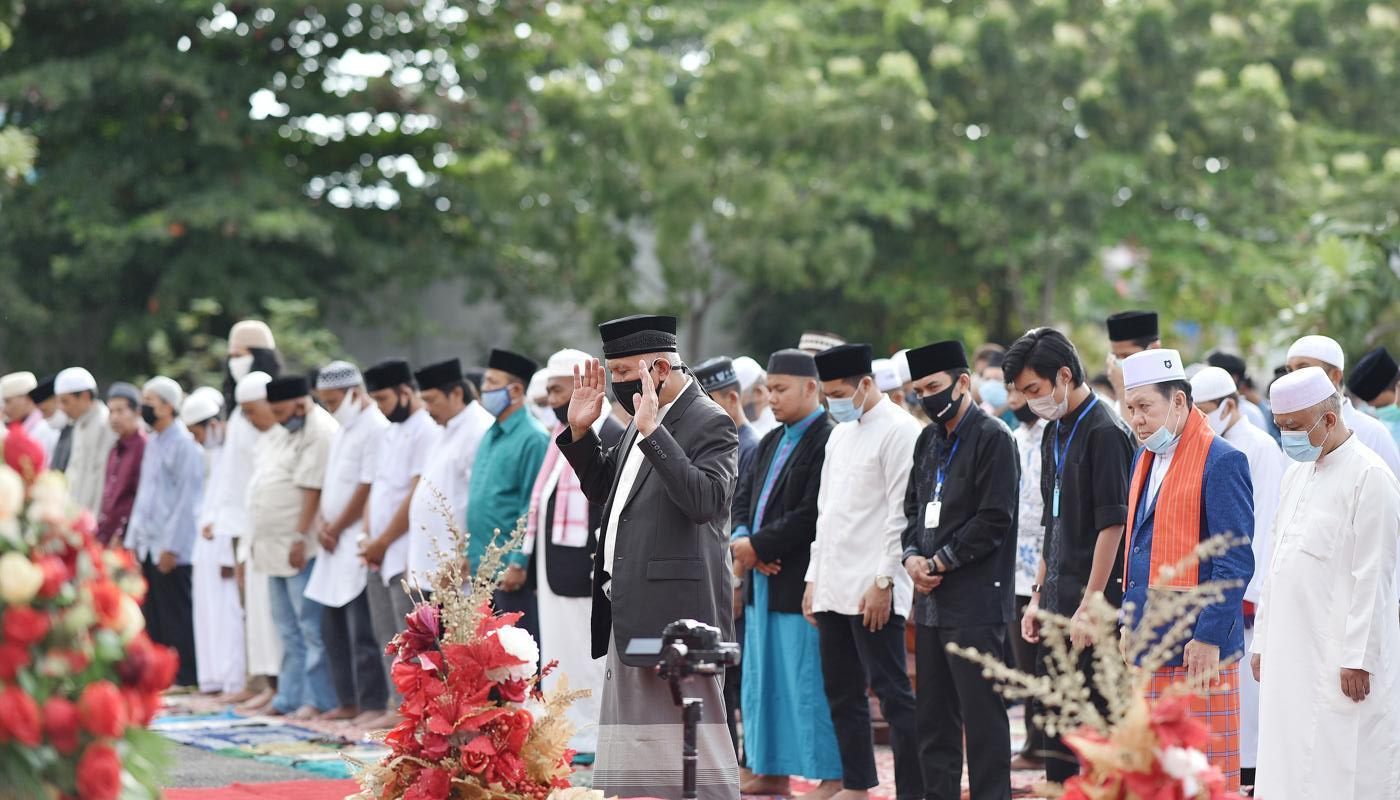
戴著口罩的穆斯林聚集在COVID-19大流行中參加古尔邦节祈禱。

儘管許多宗教組織暫停了親自的服務，活動和事件，但還是發生了一些聚會，儘管有一些建議或規定，說明不允許大團體聚會。一些政府豁免了宗教組織對COVID-19大流行期間允許在面對面聚會的人數的要求。

## 研究
宗教現像法律規制學術協會的意大利法律和宗教學者於2020年3月8日啟動了一個研究項目，該研究項目由比薩大學的Pierluigi Consorti教授協調，並設有一個網站，以收集有關以下內容的文件和簡要評論：宗教、法律和COVID-19緊急情況。
加州報告了100,000例確診的冠狀病毒病例（COVID-19），死亡4,000例。為了保護公眾健康，國家下令停止不必要的零售和禮拜活動兩個月以上。加利福尼亞州州長加文·紐瑟姆（Gavin Newsom）是民主黨人，發布了一項命令，將會眾限制為參加人數不超過100人或參加人數的25％。南灣五旬節教會聯合會要求取消限制，稱其服務通常會吸引200至300名教徒。指出：「類似的或更嚴格的限制適用於類似的世俗聚會，包括演講，音樂會，電影放映，觀眾運動和戲劇表演，其中大批人長時間聚集在一起」，美國最高法院對這項限制維持原判「國家在保護公眾健康方面對會眾和世俗活動有施加限制的權利」。

## 外部連結
- Churches cancel Sunday service, move online amid coronavirus outbreak - Fox News（页面存档备份，存于）
- The power of prayer to deal with coronavirus anxiety - USA Today（页面存档备份，存于）
- A Sunday Without Church: In Crisis, a Nation Asks, 'What is Community?' - The New York Times（页面存档备份，存于）
- COVID-19/Coronavirus Resources - Evangelical Lutheran Church in America (ELCA)（页面存档备份，存于）
- Pastoral Letter on Coronavirus Disease 2019 (COVID-19) - North American Lutheran Church (NALC)（页面存档备份，存于）
- At D.C. churches that remained open Sunday, a mixture of defiance, encouragement and faith - The Washington Post（页面存档备份，存于）
- How churches are trying to keep parishioners safe as the coronavirus spreads - Vox（页面存档备份，存于）